# Matthias Baur
Matthias Baur (* 12. Januar 1988 in Lörrach) ist ein deutscher Handballtorwart.
Baur wechselte 2003 in der Jugend vom ESV Weil am Rhein zur SG Köndringen/Teningen. Hier spielte er zusammen mit Jens Schöngarth und Felix Danner in der Jugend- und Regionalligamannschaft. 2008 wechselte er mit Zweitspielrecht zur HG Oftersheim/Schwetzingen und den Rhein-Neckar Löwen. Er bestritt für die HG Oftersheim/Schwetzingen 32 Spiele in der 2. Handball-Bundesliga und 2 Spiele in 1. Bundesliga für die Rhein-Neckar Löwen. 2009 wechselte er in die Schweizer Nationalliga A zu Pfadi Winterthur, für die er bis 2012 aktiv war. In der Saison 2012/13 spielte er für den französischen 2. Ligisten Istres Ouest Provence Handball, bevor er zur Saison 2013/14 wieder zu seinem Heimatverein ESV Weil am Rhein wechselte, bei dem er sowohl als Spieler als auch als Torwarttrainer der Jugend eingesetzt wird.
Zudem spielte er im Zeitraum 2004–2009 für die deutsche Jugend- und Juniorennationalmannschaft und bestritt dabei 33 Jugendländerspiele / 1 Tor und 24 Juniorenländerspiele.

## Erfolge
- Südbadischer Pokal (Handball) Sieger 2008
- U-20-Vize-Handballeuropameister 2008
- U-21-Handballweltmeister 2009
- Schweizer Nationalliga A Vize-Meister 2011
- SHV-Cup Sieger 2010